# Parazalmoxis africana
Parazalmoxis africana is een hooiwagen uit de familie Assamiidae.